# Rosa 'Madame Abel Chatenay'
'Madame Abel Chatenay' (el nombre del obtentor registrado 'Madame Abel Chatenay'), es un cultivar de rosa moderna de jardín que fue conseguido en Francia en 1894 por el rosalista francés Joseph Pernet-Ducher.

## Descripción
'Madame Abel Chatenay' es una rosa moderna de jardín cultivar del grupo Híbrido de té.
El cultivar procede del cruce de 'Dr. Grill' x 'Victor Verdier'.
Las formas arbustivas del cultivar tienen porte erguido y alcanza de 90 a 100 cm de alto con más de 90 cm de ancho. Las hojas son de color verde bronce oscuro, con denso follaje.
Sus delicadas flores de color carmín rosado, el sombreado de color rosa salmón, iluminada por tonos bermellón, y subtonos más oscuros. Fragancia moderada a rosa de té. Flores medias de 3.5" llegando hasta 37 pétalos o más. Dobles con 17 a 25 pétalos. Floración en solitario plana, y centrada.
Primavera o verano son las épocas de máxima floración, si se le hacen podas más tarde tiene después floraciones dispersas.

## Origen
El cultivar fue desarrollado en Francia por el prolífico rosalista francés Joseph Pernet-Ducher en 1894. 'Madame Abel Chatenay' es una rosa híbrida tetraploide con ascendentes parentales de planta de semillero 'Antoine Ducher' (híbrido perpetuo, Ducher, 1866) x Rosa foetida f. persiana hort. ex Rehder.
El obtentor fue registrado bajo el nombre cultivar de 'Madame Abel Chatenay' por Joseph Pernet-Ducher en 1894 y se le dio el nombre comercial de 'Madame Abel Chatenay'.
También se la reconoce por los sinónimos de 'Mme Abel Chatenay' y 'Gooiland'
La rosa fue conseguida en Francia por Joseph Pernet-Ducher antes de 1894 e introducida en el mercado francés por Pernet-Ducher en 1894 como 'Madame Abel Chatenay'.
Abel Chatenay, viverista en Vitry-sur-Seine, secretario y delegado de la "Société nationale d'horticulture de France".

## Premios y galardones
- Primer premio en Lyon, 1894 (Journal des roses 1897).

## Cultivo
Aunque las plantas están generalmente libres de enfermedades, es posible que sufran de punto negro en climas más húmedos o en situaciones donde la circulación de aire es limitada.
Las plantas toleran la sombra, a pesar de que se desarrollan mejor a pleno sol. En América del Norte son capaces de ser cultivadas en USDA Hardiness Zones 7b a más cálido. La resistencia y la popularidad de la variedad han visto generalizado su uso en cultivos en todo el mundo.
Puede ser utilizado para las flores cortadas o jardín. Vigorosa. En la poda de Primavera es conveniente retirar las cañas viejas y madera muerta o enferma y recortar cañas que se cruzan. En climas más cálidos, recortar las cañas que quedan en alrededor de un tercio. En las zonas más frías, probablemente hay que podar un poco más que eso. Requiere protección contra la congelación de las heladas invernales.